# Fontana Masini

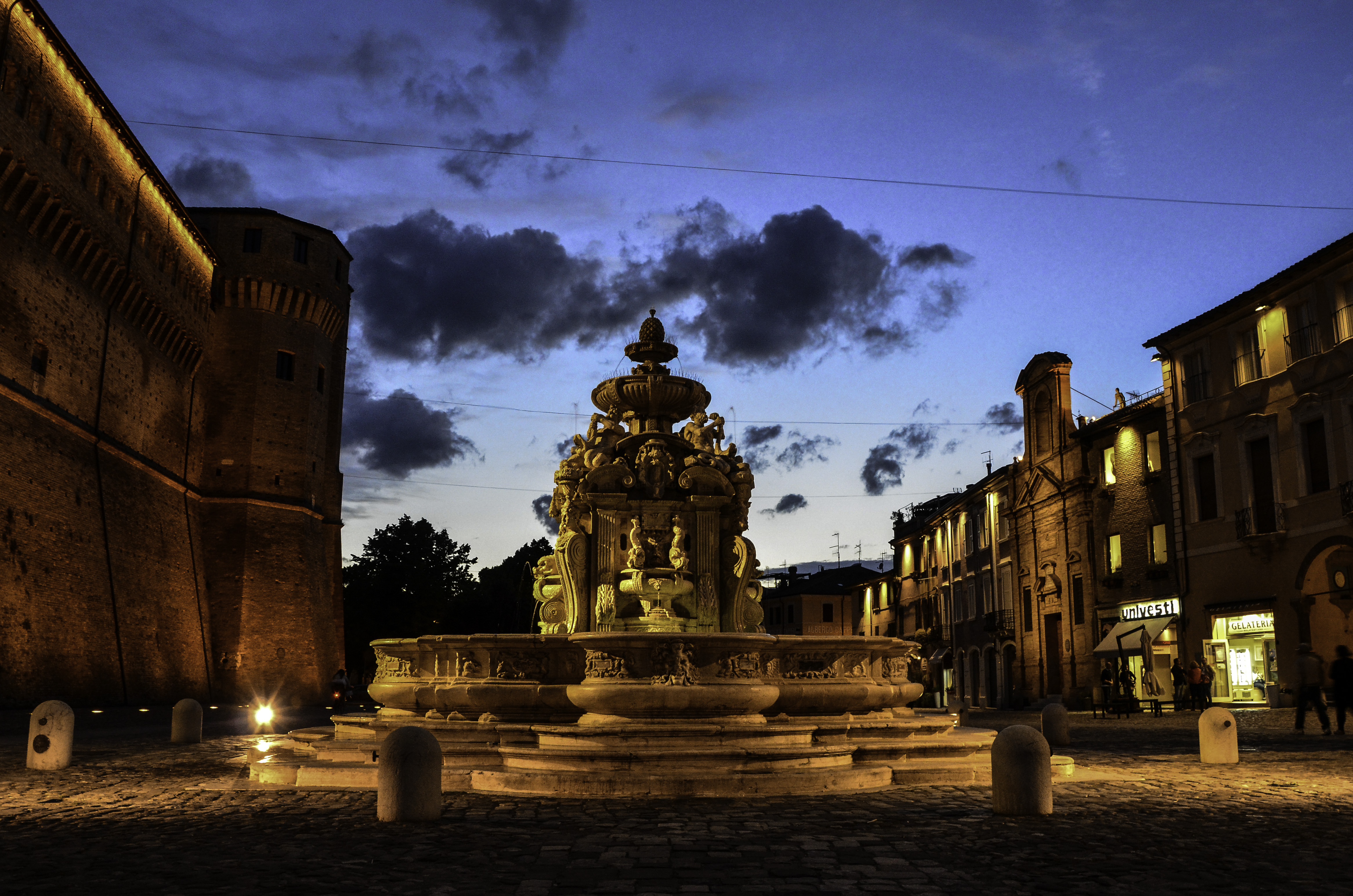
La Fontana Masini in una veduta notturna

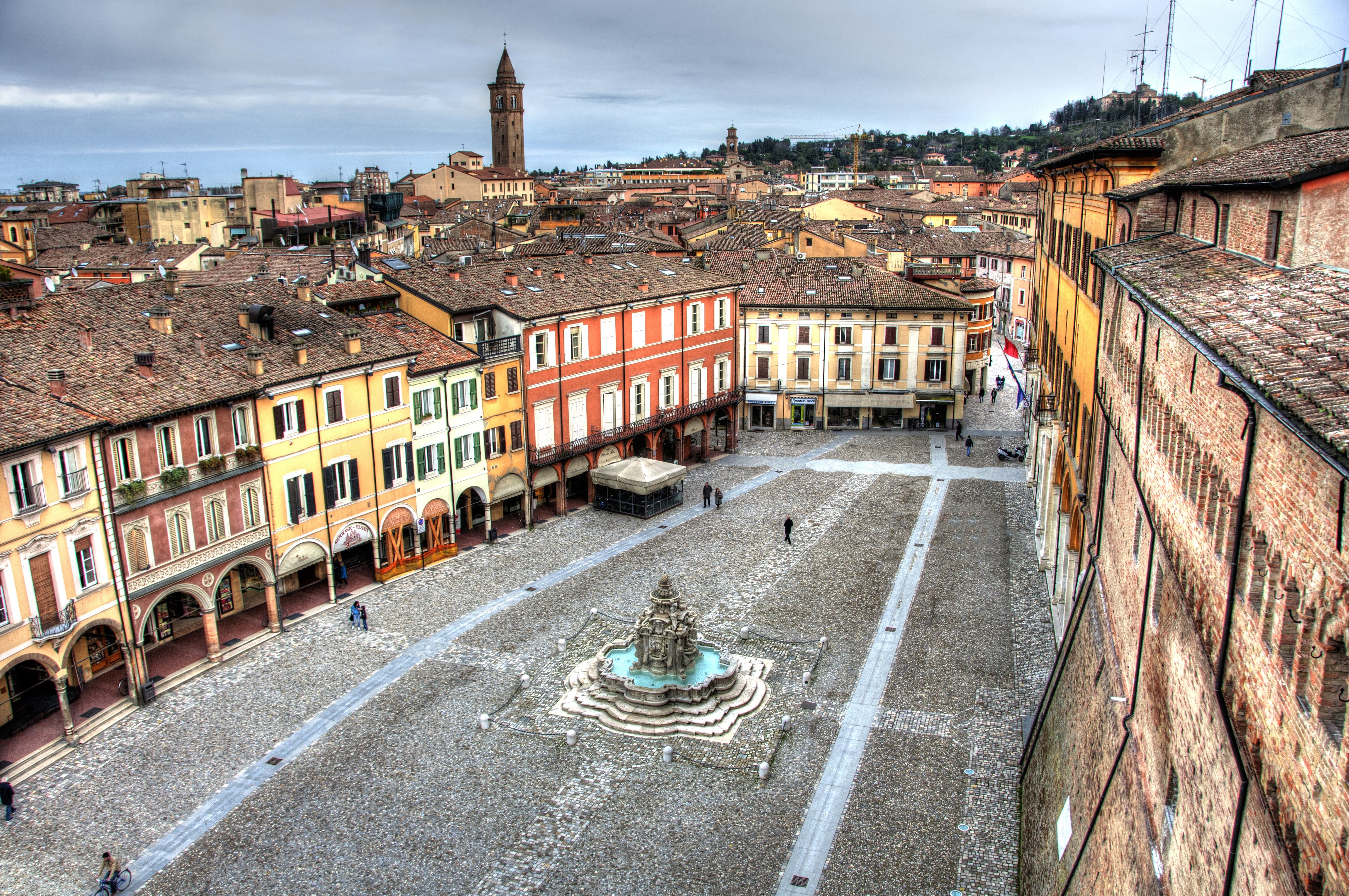
Piazza del Popolo con la Fontana Masini vista dal Torrione.

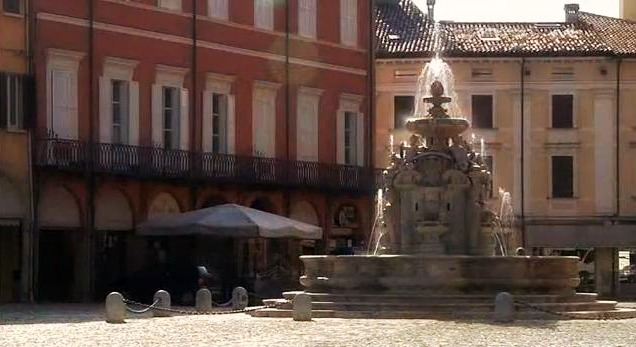
La Fontana Masini

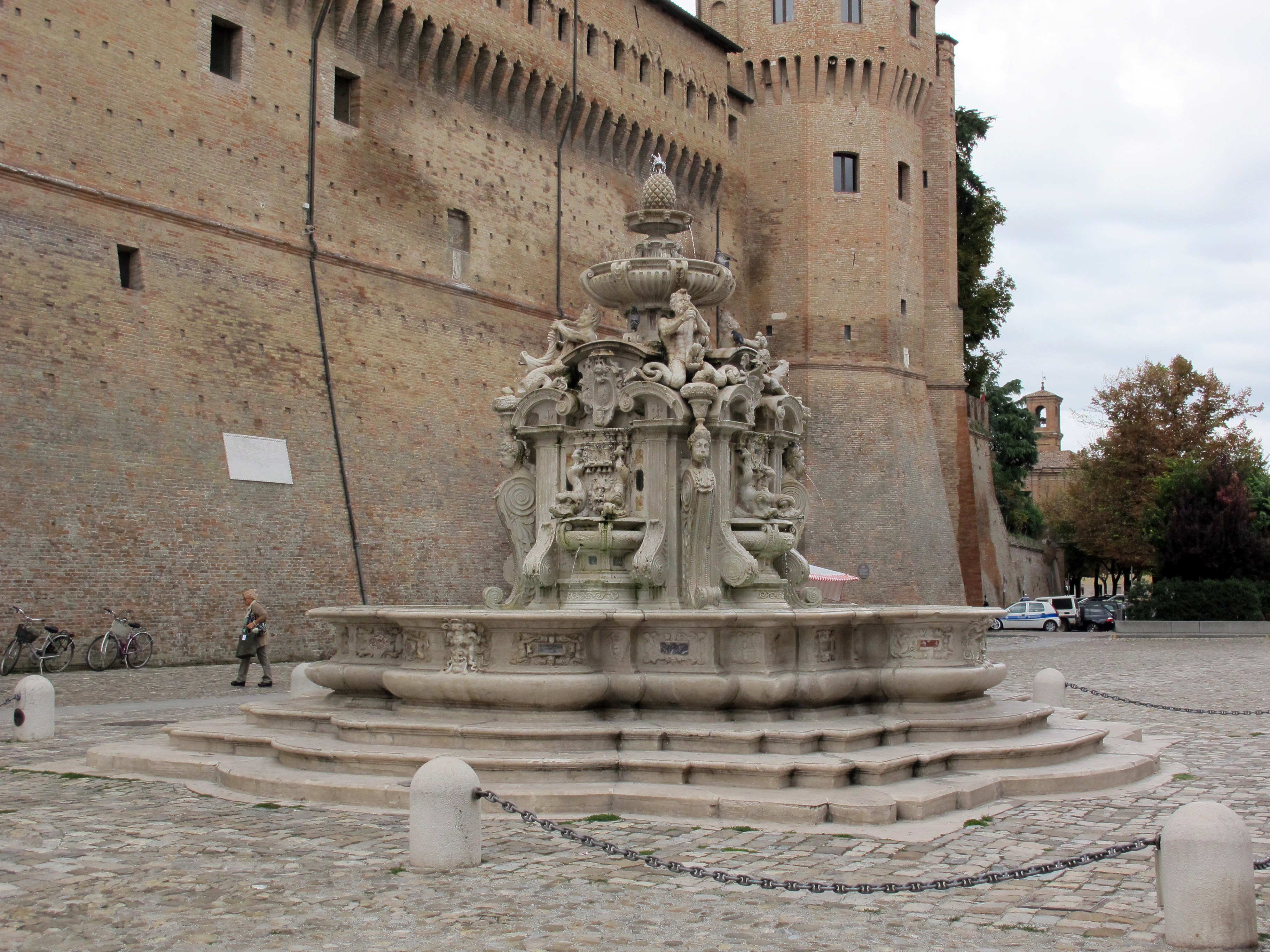
La Fontana Masini

La fontana Masini è una fontana monumentale che si trova a Cesena in piazza del Popolo.

## Storia
Già Malatesta Novello covava l'idea di abbellire Piazza Maggiore con una fontana, ma si dovette attendere più di un secolo affinché il suo sogno si realizzasse.
Il progetto della fontana fu fornito nel 1588 dal pittore e architetto cesenate Francesco Masini, mentre i lavori idraulici erano già stati progettati e avviati da Tommaso Laureti tra il 1581 e il 1583; tra il 1586 e il 1590, poi, lo scalpellino Domenico da Montevecchio e i suoi aiutanti realizzarono la fontana e nel 1591, finalmente, iniziò a sgorgare acqua dalla fontana.

## Descrizione
Costituisce un esempio di architettura-scultura manierista, coeva del Nettuno bolognese, dal quale però differisce nettamente, soprattutto nell'apparato ornamentale.
La fontana è stata realizzata in pietra d'Istria ed è elevata su tre gradini sul livello di piazza del Popolo; ciascun prospetto è decorato da una coppie di lesene scanalate che reggono un timpano curvilineo fratto, all'interno del quale è inserito uno stemma araldico: quello del lato nord appartiene a papa Sisto V ed è sovrapposto all'insegna della città; gli altri sono del cardinale legato Guido Ferreri, del vice legato Antonio Maria Galli e del cardinale legato Domenico Pinelli. Quattro erma a voluta agli angoli sono sormontate da tritoni che gettano acqua soffiando in una tromba marina.
Nel 2010 si sono conclusi i lavori di ristrutturazione della fontana che l'hanno riportata ad essere nuovamente dell'originale bianco, tipico della pietra d'Istria e hanno permesso di ai marmi policromi posti sotto i getti d'acqua di essere nuovamente visibili.